# Jesús Cabrero
Jesús Cabrero Mora (ur. 28 lipca 1981 w La Sotonera) – hiszpański piłkarz występujący na pozycji bramkarza w RCD Mallorca.